# Piotr Franciszek Buczys
Piotr Franciszek Buczys MIC, właściwie Franciszek Buczys (lit. Petras Pranciškus Būčys) (ur. 20 sierpnia 1872 w Szyłgale, zm. 25 października 1951 w Rzymie) – litewski duchowny katolicki, biskup tytularny Olympus, przełożony generalny Zgromadzenia Księży Marianów Niepokalanego Poczęcia Najświętszej Maryi Panny w latach 1927–1933 i 1939–1951

## Życiorys
Urodzony we wsi Szyłgale jako Franciszek Buczys. Kształcił się w gimnazjum w Mariampolu, następnie w seminarium duchownym w Sejnach, na Akademii Duchownej w Petersburgu i na Uniwersytecie we Fryburgu Bryzgowijskim. W 1899 r. otrzymał święcenia kapłańskie w obrządku łacińskim. Pracował jako wykładowca apologetyki na Akademii Duchownej w Sankt Petersburgu. W 1907 r. został kierownikiem katedry socjologii na macierzystej uczelni.
W 1908 r. wraz z Jerzym Matulewiczem był jednym z inspiratorów odrodzenia zakonu marianów. 29 sierpnia 1909 r. w Warszawie w obecności Wincentego Sękowskiego i Kazimierza Ruszkiewicza został potajemnie przyjęty do nowicjatu Zgromadzenia Księży Marianów Niepokalanego Poczęcia Najświętszej Maryi Panny. 15 września 1910 r. złożył śluby zakonne.
Od 1915 r. przebywał w Stanach Zjednoczonych Ameryki gdzie zorganizował struktury zakonu marianów i prowadził pracę duszpasterską wśród amerykańskiej diaspory litewskiej. Był pierwszym redaktorem gazety Draugas – najbardziej poczytnego i o największym nakładzie dziennika litewskiego w USA.
W 1920 r. powrócił na Litwę. Włączył się w życie społeczne nowo powstałej Republiki Litewskiej. Uczestniczył w organizacji szkolnictwa wyższego tego państwa. Był współtwórcą, profesorem teologii i rektorem Uniwersytetu Litewskiego. Równocześnie pełnił obowiązki przełożonego domu zakonnego marianów w Kownie.
W 1927 r. został wybrany na przełożonego generalnego Zgromadzenia Księży Marianów. Osiadł w Rzymie. Tam papież Pius XI powołał go na stanowisko konsultora Kongregacji Kościołów Wschodnich oraz Papieskiej Komisji dla Rosji. Związane to było z rozpoczęciem przez marianów misji greckokatolickiej w Mandżurii oraz rozwojem ruchu neounickiego w Polsce.
W 1930 r. na życzenie papieża przeszedł na obrządek bizantyjski. Przyjął imię zakonne Piotr. W tym samym roku został nominowany biskupem tytularnym Olympus i ordynariuszem katolików obrządku bizantyjsko-słowiańskiego. Sakry udzielił mu greckokatolicki egzarcha z Bułgarii, Cyryl Kurtiew. Asystowali w niej melchicki arcybiskup Homs, Bazyli oraz greckokatolicki egzarcha z Grecji, Izajasz.
Z powodu sprzeciwu rządu polskiego na prowadzenie działalności na terenie Rzeczypospolitej Polskiej opieki nad neounitami faktycznie nigdy nie objął. Od 1930 r. sprawował jedynie obowiązki wizytatora apostolskiego dla wiernych Rosyjskiego Kościoła Greckokatolickiego.
W 1939 r. został ponownie wybrany generałem zakonu marianów. Funkcję tę sprawował do śmierci.